# Betty Hall Jones
Betty Hall Jones (eigentlich Cordell Elizabeth Bigbee, * 11. Januar 1911 in Topeka, Kansas; † 20. April 2009 in Torrance, Kalifornien) war eine US-amerikanische Jump-Blues- und Rhythm-&-Blues-Musikerin (Gesang, Piano) und Songwriterin.

## Leben und Wirken
Jones’ Vater war George Arthur Bigby, ein Kornettist und Leiter einer Brassband. Sie wuchs in Kalifornien auf; ihr Onkel unterrichtete sie im Klavierspiel. 1926 heiratete sie den Banjospieler George A. Hall; nach der Scheidung 1936 arbeitete sie als Pianistin für Buster Moten im Reno Club in Kansas City. Anschließend kehrte sie nach Los Angeles zurück, spielte 1937 bis 1942 bei Roy Milton, dann mit dem Trio von Luke Jones, mit dem erste Aufnahmen entstanden. Nach ihrer Heirat mit dem Posaunisten Jasper Jones arbeitete sie ab Mitte der 1940er-Jahre als Betty Hall Jones. Sie nahm ab 1947 u. a. mit King Porter („That Early Morning Boogie“), Alton Redd (Bel-Tone, 1946) und Joe Turner („Richmond Blues“, Duotone) auf. Unter eigenem Namen spielte sie in dieser Zeit in Los Angeles einige 78er wie „Buddy Stay Off That Wine“, „That’s a Man for You“ oder „How Long Blues“ für Atomic, Combo und Capitol Records ein; zu ihren Begleitmusikern gehörten u. a. Maxwell Davis, Buddy Harper, Chuck Hamilton, Henry Coker, Bumps Myers, Dave Cavanaugh, Tiny Webb und Jesse Price. Der Diskograf Tom Lord listet sie zwischen 1947 und 1953 mit der Beteiligung an sieben Aufnahmesessions. In den 1950er-Jahren machte sie weitere Aufnahmen für lokale Label und hatte für sieben Jahre ein Engagement im Hotel Sorrento in Seattle; in dieser Zeit war sie Mentorin von Quincy Jones. In den beiden folgenden Jahrzehnten tourte sie im Auftrag der United Service Organizations (USO) in Ostasien, ferner in Australien und Mexiko. Sie trat ferner in verschiedenen Nachtclubs am Sunset Boulevard auf. In den 1980er-Jahren tourte sie durch Schweden und England; ab 1985 lebte sie mit ihrem dritten Ehemann in Perris, Kalifornien. Sie schrieb auch mehrere Songs wie „Ain’t That Fine“, „Feelin' Sad“, „I’ll Do Anything But Work“ und „This Joint’s Too Hip For Me“.

## Diskographische Hinweise
- The Complete Recordings 1947–1954 (Blue Moon, ed. 2004)